# Mezinárodní den asteroidů
Mezinárodní den asteroidů je připomínkový den OSN, vyhlášený rezolucí Valného shromáždění OSN na den 30. června. Je každoročně připomínán na den výročí dopadu Tunguzského meteoritu 30. června 1908, jakožto nejničivější události nedávné historie, spojené s asteroidy. Cílem tohoto dne je zvýšit povědomí o asteroidech a o tom, co je možné udělat pro ochranu Země, lidských komunit a budoucích generací před možnou katastrofickou událostí. Pro ilustraci, asteroid 2014 HQ124, objevený 23. dubna 2014, proletěl kolem Země ve vzdálenosti 1 250 000 km pouhých 46 dní po svém objevení, 8. června téhož roku, a asteroid 2015 TB145 proletěl ve vzdálenosti 490 000 km jen 21 dní po objevení.